# Zoltán Stieber
Zoltán Stieber (* 16. Oktober 1988 in Sárvár, Komitat Vas) ist ein ungarischer Fußballspieler. Der Linksaußen steht bei MTK Budapest FC unter Vertrag und war lange Zeit für die ungarische Nationalmannschaft aktiv.

## Karriere

### Vereine
Stieber begann im Alter von sieben Jahren beim in seinem Geburtsort ansässigen Verein Sárvár FC mit dem Fußballspielen. Mit elf Jahren ging er zum Győri ETO FC und zwei Jahre später zum Budapester Verein Goldball'94 FC. Mit 14 Jahren wechselte er in die Jugendabteilung von Újpest Budapest.
Im Jahr 2005 wechselte er in die Jugendakademie von Aston Villa, an der er für die Nachwuchs- und die Reservemannschaft spielte. Er wurde im November 2007 an den Drittligisten Yeovil Town ausgeliehen. Nach 15 Einsätzen für den südenglischen Verein kehrte der Linksaußen zu Aston Villa zurück. Dort nahm er zwar an der Saisonvorbereitung der ersten Mannschaft teil, war aber bis Weihnachten 2008 nicht zu einem Ligaeinsatz gekommen. Daraufhin entschied er sich zu einem Wechsel zum deutschen Zweitligisten TuS Koblenz, für den er sein Ligadebüt am 30. Januar 2009 (18. Spieltag) beim 0:0 im Heimspiel gegen Rot-Weiß Oberhausen gab. In den verbleibenden 16 Rückrundenspielen gehörte er zum Stammpersonal und erzielte fünf Tore. Da sein bis zum 30. Juni 2011 gültiger Vertrag nur für die zweite Bundesliga galt, endete das Vertragsverhältnis nach dem Abstieg des Vereins in die 3. Liga.
Zur Saison 2010/11 wechselte er zum Zweitligisten Alemannia Aachen. Dort kam er in allen Saisonspielen zum Einsatz, erzielte zehn Tore und bereitete zwölf weitere vor. Zur Saison 2011/12 wechselte er zum Bundesligisten 1. FSV Mainz 05, für den er am 7. August 2011 (1. Spieltag) beim 2:0-Sieg im Heimspiel gegen Bayer 04 Leverkusen sein Debüt gab. Zur Saison 2012/13 unterschrieb er einen Vierjahresvertrag beim Erstligaaufsteiger SpVgg Greuther Fürth. Sein erstes Bundesligator erzielte er am 19. Oktober 2012 (8. Spieltag) beim 3:3 im Auswärtsspiel gegen die TSG 1899 Hoffenheim mit dem Treffer zum 1:1 in der 39. Minute.
Ab der Saison 2014/15 spielte Stieber für den Bundesligisten Hamburger SV, gegen den er mit der SpVgg Greuther Fürth zuvor in der Relegation den Aufstieg verpasst hatte. Er unterschrieb beim HSV einen bis zum 30. Juni 2017 gültigen Vertrag. Beim Auswärtssieg gegen den SC Paderborn 07 am 4. Februar 2015 (19. Spieltag) erzielte er sein erstes Bundesligator für die Hamburger.
Im Januar 2016 wurde Stieber bis Saisonende an den Zweitligisten 1. FC Nürnberg verliehen. Sein erstes Pflichtspieltor für den FCN erzielte er beim 2:1-Heimsieg gegen den 1. FC Kaiserslautern am 4. März 2016 mit dem Siegtreffer in der 89. Minute. Beim Torjubel zog er sich das Trikot aus und wurde von Schiedsrichter Florian Meyer mit der zweiten gelben Karte des Feldes verwiesen. Zu Beginn der Saison 2016/17 wechselte Stieber zum 1. FC Kaiserslautern. Ein Jahr später ging er in die Major League Soccer zum US-amerikanischen Team D.C. United.
Seit 2019 spielt Stieber wieder in seiner Heimat Ungarn. Zuerst stand er bei Zalaegerszegi TE FC, dann bei Újpest Budapest unter Vertrag, aktuell spielt er für MTK Budapest FC, mit denen er in der Saison 2023/24 in die 1. Liga aufstieg.

### Nationalmannschaft
Nachdem Stieber von 2007 bis 2010 für Nachwuchsmannschaften unterschiedlicher Altersklassen bereits Länderspiele bestritten hatte, debütierte er in der A-Nationalmannschaft am 2. September 2011 in Budapest im EM-Qualifikationsspiel beim 2:1-Sieg gegen die schwedische Auswahl, als er in der 65. Minute für Tamás Hajnal eingewechselt wurde. Das erste Länderspieltor erzielte er am 5. Juni 2015 beim 4:0-Sieg im Freundschaftsspiel gegen Litauen. Seinen ersten Pflichtspieltreffer markierte er mit dem Tor zum 1:0-Sieg gegen Finnland am 13. Juni 2015 in Helsinki im Qualifikationsspiel zur Europameisterschaft 2016. Stieber qualifizierte sich mit der Mannschaft über die Playoffs für die Endrunde. Im Mai 2016 nominierte ihn Nationaltrainer Bernd Storck in den ungarischen Kader für die Europameisterschaft in Frankreich. Im Turnier erzielte er ein Tor und kam in drei Spielen seiner Mannschaft zum Einsatz, die im Achtelfinale an Belgien scheiterte. Am 8. September 2018 bestritt Stieber seine bisher letzte Partie für Ungarn.